# Brunstad
Brunstad är en tidigare tätort i Sandefjords kommun i Vestfold fylke i sydöstra Norge. Orten ligger vid sidan av fylkesväg 303, på västra sidan av Tønsbergfjorden, öster om tätorten Melsomvik.
Tidigare har orten tillhört dåvarande Stokke kommun.